# 劉鎮偉
劉鎮偉（英語：Jeffrey Lau，1952年2月5日—），香港導演，以技安為筆名擔任編劇。
劉鎮偉中學就讀於聖保羅書院，中三後去英國修美術設計，回港後加入廣告公司。1980年從影，除任編劇外也負責監製工作。他於1987年執導首部作品《猛鬼差館》（台譯：魁星踢斗）。其後他執導了多部商業片，其中較為成功的是周星馳主演的《賭聖》，票房高逾4000萬港元，破了港產片歷來紀錄。1998年他退出導演行列，至2001年獲王家衛游說再度出山，编导了奇幻爱情片《无限复活》；2002年，编导了古装喜剧片《天下无双》，随后，刘镇伟发表声明再次退出娱乐圈；2004年，刘镇伟复出，担任了由周星驰主演的奇幻动作片《功夫》的监制，榮獲了第24屆香港電影金像獎最佳電影和第42屆金馬獎最佳劇情片；   2010年，编导了奇幻喜剧《越光宝盒》，该片11天后票房突破一亿元；   2014年，编导了爱情推理喜剧《完美假妻168》。
他和王家衛有密切關係，是王家衛擁有的「澤東電影公司」股東之一。而這公司一直都是靠劉鎮偉的電影支撐，皆因王氏的作品基本上屬藝術片，都是很難收回成本的，單在香港往往已不受歡迎。如王家衛在拍《东邪西毒》时因超出了預算，刘镇伟就用该片的原班人马赶拍了《东成西就》。此片收入2237万港元，多少挽回了《东邪西毒》票房失利造成的损失。
劉鎮偉曾以筆名「技安」編寫劇本，包括《92黑玫瑰對黑玫瑰》與《超時空要愛》、《天長地久》、《西遊記第壹佰零壹回之月光寶盒》、《西遊記大結局之仙履奇緣》等。

## 筆名
劉鎮偉和王家衛當年開玩笑相約把《猛鬼差館》（台譯：魁星踢斗）裡的角色名字“技安”和“金麥基”用作將來編劇時的筆名，劉鎮偉後來果然兌現承諾，可王家衛卻堅決不肯用“金麥基”這個爛俗的名字。
另一說法為，影壇一直流傳一個傳說，指劉鎮偉多年前曾得罪了永盛電影公司（中國星前身）老闆向華勝，緣於他向永盛外借周星馳拍攝《新精武門1991》，但後來變成買一開二，又多拍了一部《漫畫威龍》（台譯：摩登武聖）出來，引起向氏不滿，自此，他行蹤變得神神秘秘，以酒店為家，多年來不敢以真名拍戲，化名為「技安」做編劇，意指忌諱新義安，但此說已被劉否認。
他又跟觀眾做的一個有趣的遊戲。他設想如果有一天自己不叫劉鎮偉，換上了其他人的名字，而寫出來的劇本都能賣錢，那就證明編劇很重要了。所以他就這樣做了：《九一神雕俠侶》（台譯：新神雕俠侶）中，他叫黎大煒；《92黑玫瑰對黑玫瑰》中，他叫陳善之；《天長地久》中，他就叫劉宇鳴。

## 電影作品
以香港當地原始片名為主：

### 導演
- 1987年 《猛鬼差館》（台譯：魁星踢斗） The Haunted Cop Shop
- 1988年 《猛鬼學堂》（台譯：抓鬼特訓班） The Haunted Cop Shop 2
- 1988年 《金裝大酒店》（台譯：大飯店） Carry on Hotel
- 1988年 《霸王女福星》 Operation Pink Squad
- 1989年 《猛鬼大廈》（台譯：魁星踢斗２之猛鬼大廈） Operation Pink Squad 2
- 1989年 《流氓差婆》（別名：雌雄雙辣；台譯：流氓警花） Thunder Cops 2
- 1990年 《屍家重地》 Mortuary Blues
- 1990年 《賭聖》 All for the Winner
- 1991年 《賭霸》 The Top Bet
- 1991年 《九一神鵰俠侶》（導演化名為黎大煒）
- 1992年 《92黑玫瑰對黑玫瑰》 92 Legendary La Rose Noire（導演化名為陳善之）
- 1993年 《射雕英雄傳之東成西就》 The Eagle Shooting Heroes
- 1993年 《天長地久》 Days of Tomorrow（導演化名為劉宇鳴）
- 1994年 《都市情緣》（台譯：熱血男兒之叛逆小子） Love and the City
- 1994年 《花旗少林》（台譯：英雄會少林） Treasure Hunt
- 1995年 《西遊記第壹佰零壹回之月光寶盒》（陸譯：大話西遊之月光寶盒；台譯：齊天大聖東遊記） A Chinese Odyssey Part One - Pandora's Box
- 1995年 《西遊記大結局之仙履奇緣》（陸譯：大話西遊之大聖娶親；台譯：齊天大聖西遊記） A Chinese Odyssey Part Two - Cinderella
- 1995年 《回魂夜》（台譯：整鬼專家） Out of the Dark
- 1997年 《黑玫瑰之義結金蘭》Black Rose II
- 2002年 《無限復活》Second Time Around
- 2002年 《天下無雙》A Chinese Odyssey 2002
- 2005年 《情癲大聖》A Chinese Tale Story
- 2009年 《機器俠》Kung Fu cyborg: Metallic Attraction
- 2010年 《越光寶盒》Just Another Pandora's Box
- 2010年 《出水芙蓉》The Fantastic Water Babes
- 2011年 《東成西就2011》East Meet West 2011
- 2014年 《大话天仙》Just Another Margin
- 2014年 《完美假妻168》Lock ME Up Tie Him Down
- 2016年  《大話西遊3》A Chinese Odyssey: Part Three
- 2017年 《仙球大戰》Soccer Killer
- 2018年  《功夫聯盟》
- 待上映  《大鬧東海》

### 監製
- 1981年 《凶榜》 The Imp
- 1982年 《殺出西營盤》 Coolie Killer
- 1982年 《賓妹》 Marianna
- 1982年 《愛人女神》 My Darling, My Goddess
- 1982年 《烈火青春》 Nomad
- 1983年 《血中血》 Sketch
- 1984年 《馬後砲》 Comedy
- 1984年 《黃禍》 Yellow Peril
- 1984年 《失婚老豆》 Beloved Daddy
- 1984年 《孖襟兄弟》 The Company
- 1984年 《七隻狐狸》 Seven Foxes
- 1990年 《望夫成龍》 Love is Love
- 1990年 《賭聖》 All for the Winner
- 1991年 《賭霸》 The Top Bet
- 1991年 《新精武門1991》 Fist of Jury 1991
- 1991年 《志在出位》（台譯：少爺嗑錯藥） Today's Hero
- 1991年 《一世好命》 You Bet Your Life
- 1991年 《難得有情郎》 Lover at Large
- 1992年 《漫畫威龍》 Fist of Fury 1991 II
- 1992年 《龍貓燒鬚》 Lethal Contact
- 1993年 《玫瑰玫瑰我愛你》 Rose Rose I Love You
- 1994年 《重慶森林》 ChungKing Express
- 1994年 《東邪西毒》 Ashes of Tim
- 1995年 《墮落天使》 Fallen Angels
- 2004年 《功夫》Kungfu Hustle
- 2010年 《出水芙蓉》The Fantastic Water Babes
- 2016年  《大話西遊3》A Chinese Dyssey:Part Three
- 2019年  《学区房72小时》
- 待上映  《我的女排男友》

### 編劇
- 1987年 《猛鬼差館》（台譯：魁星踢斗） The Haunted Cop Shop
- 1988年 《猛鬼學堂》（台譯：抓鬼特訓班） The Haunted Cop Shop 2
- 1988年 《金裝大酒店》（台譯：大飯店） Carry on Hotel
- 1988年 《霸王女福星》 Operation Pink Squad
- 1989年 《猛鬼大廈》（台譯：魁星踢斗２之猛鬼大廈） Operation Pink Squad 2
- 1989年 《流氓差婆》（別名：雌雄雙辣；台譯：流氓警花） Thunder Cops 2
- 1990年 《屍家重地》 Mortuary Blues
- 1990年 《賭聖》 All for the Winner
- 1991年 《賭霸》 The Top Bet
- 1991年 《一世好命》 You Bet Your Life
- 1991年 《新精武門1991》 Fist of Jury 1991
- 1991年 《九一神鵰俠侶》（台譯：新神鵰俠侶） Saviourof The Soul（編劇化名為黎大煒）
- 1991年 《志在出位》（台譯：少爺嗑錯藥） Today's Hero
- 1992年 《漫畫威龍》（台譯：摩登武聖） Fist of Jury 1991 2
- 1992年 《92黑玫瑰對黑玫瑰》 92 Legendary La Rose Noire（編劇化名為技安）
- 1993年 《射雕英雄傳之東成西就》 Dong Cheng Xi Jiu
- 1993年 《方世玉》（台譯：功夫皇帝方世玉） Fong Sai Yuk（編劇化名為技安）
- 1993年 《玫瑰玫瑰我愛你》 Rose Rose I Love You
- 1993年 《方世玉續集》（台譯：方世玉２萬夫莫敵） Fong Sai Yuk 2（編劇化名為技安）
- 1993年 《天長地久》 Days of Tomorrow（編劇化名為劉宇鳴）
- 1994年 《花旗少林》（台譯：英雄會少林） Treasure Hunt（編劇化名為技安）
- 1994年 《都市情緣》 Love and the City
- 1995年 《西遊記第壹佰零壹回之月光寶盒》（台譯：齊天大聖東遊記） A Chinese Odyssey Part One - Pandora's Box（編劇化名為技安）
- 1995年 《西遊記大結局之仙履奇緣》（台譯：齊天大聖西遊記） A Chinese Odyssey Part Two - Cinderella（編劇化名為技安）
- 1995年 《回魂夜》（台譯：整鬼專家） Out of the Dark（編劇化名為技安）
- 1996年 《1/2次同床》（台譯：大話情人） Thanks for Your Love（編劇化名為技安）
- 1997年 《麻雀飛龍》 Mahjong Dragon（編劇化名為技安）
- 1997年 《黑玫瑰之義結金蘭》 The Black Rose（編劇化名為技安）
- 1997年 《馬永貞》 Hero（編劇化名為技安）
- 1998年 《超時空要愛》 Timeless Romance
- 2002年 《夕陽天使》 So Close（編劇化名為技安）
- 2002年 《無限復活》 Second Time Around（編劇化名為技安）
- 2002年 《天下無雙》 A Chinese Odyssey 2002（編劇化名為技安）
- 2005年 《情癲大聖》 A Chinese Tall Story（編劇化名為技安）
- 2009年 《機器俠》Kung Fu cyborg: Metallic Attraction（編劇化名為技安）
- 2010年 《越光寶盒》 Just Another Pandora's Box（編劇化名為技安）
- 2010年 《出水芙蓉》The Fantastic Water Babes（編劇化名為技安）
- 2011年 《東成西就2011》 East Meet West 2011（編劇化名為技安）
- 2014年 《完美假妻168》 Lock ME Up Tie Him Down（編劇化名為技安）
- 2016年 《大話西遊3》 A Chinese Odyssey: Part Three（編劇化名為技安）
- 2017年 《仙球大戰》Soccer Killer
- 2018年 《功夫聯盟》

### 演員
- 1984年 《馬後砲》 Comedy
- 1987年 《猛鬼差館》（台譯：魁星踢斗） The Haunted Cop Shop
- 1988年 《猛鬼學堂》（台譯：抓鬼特訓班） The Haunted Cop Shop 2
- 1989年 《流氓差婆》（別名：雌雄雙辣；台譯：流氓警花） Thunder Cops 2
- 1990年 《賭聖》 All for the Winner
- 1991年 《賭霸》 The Top Bet
- 1991年 《新精武門1991》 Fist of Jury 1991
- 1992年 《機Boy小子之真假威龍》（台譯：龍神太子） Game Kids
- 1994年 《花旗少林》（台譯：英雄會少林） Treasure Hunt
- 1995年 《西遊記第壹佰零壹回之月光寶盒》（台譯：齊天大聖東遊記）-菩提老祖 A Chinese Odyssey Part One - Pandora's Box
- 1995年 《西遊記大結局之仙履奇緣》（台譯：齊天大聖西遊記）-菩提老祖 A Chinese Odyssey Part Two - Cinderella
- 2002年 《天下無雙》 A Chinese Odyssey 2002
- 2010年 《越光寶盒》 Just Another Pandora's Box
- 2016年 《大話西遊終結篇》

### 策劃
- 1981年 《邊緣人》 Man on the Brink
- 1989年 《猛鬼撞鬼》 Funny Ghost
- 1994年 《重慶森林》 ChungKing Express

## 電視劇作品
- 2017年 《大话西游之爱你一万年》（原著、導演） A Chinese Odyssey: Love You a Million Years
- 2019年 《異域檔案之暹羅密碼》（監製、總導演）